# تیلورمید
تیلورمید (انگلیسی: TaylorMade) شرکت تجهیزات ورزشی آمریکایی است، که در سال ۱۹۷۹ توسط گری آدامز تأسیس شد.